# Ancistroceroides atripes
Ancistroceroides atripes är en stekelart som först beskrevs av Fox 1902.  Ancistroceroides atripes ingår i släktet Ancistroceroides och familjen Eumenidae. Inga underarter finns listade i Catalogue of Life.